# Ikjefjorden
Ikjefjorden er en fjordarm på sydsiden af Sognefjorden i Høyanger kommune i  Vestland fylke i Norge. Den strækker sig 4,5 kilometer mod syd fra indløbet ved Fureneset i vest og Massnesberget i øst.
Ikjefjordbroen krydser fjorden som en del af Fylkesvei 8.